# Georges Gardet
Pour les articles homonymes, voir Gardet.
Georges Gardet, né le 11 octobre 1863 dans le 6e arrondissement de Paris et mort dans la même ville le 6 février 1939 dans le 16e arrondissement de Paris, est un sculpteur animalier français.

## Biographie

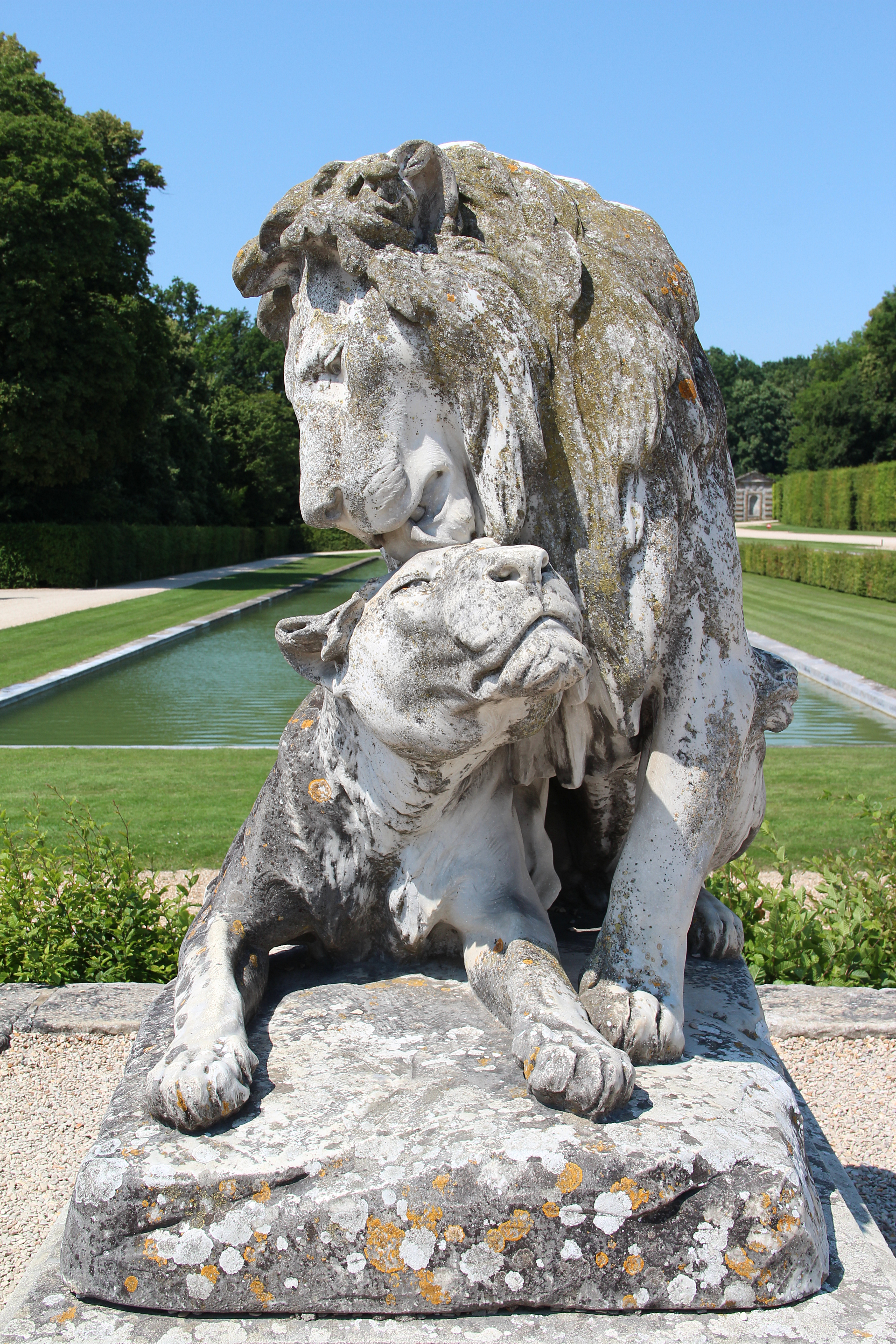
"Le Lion et la Lionne" des jardins du château de Vaux-le-Vicomte à Maincy (Seine-et-Marne).

Georges Gardet est le fils du sculpteur Joseph Gardet et le frère du sculpteur Joseph-Antoine Gardet. Il suit les cours de l'École des beaux-arts de Paris dans les ateliers d'Aimé Millet et d'Emmanuel Frémiet où il remporte le grand prix d'honneur et une bourse de voyage lui permettant de découvrir l'Algérie.
Son épouse, Madeleine, est la sœur du peintre et décorateur Jean Francis Auburtin (1866-1930) qui participa avec lui à l'Exposition universelle de 1900.
Son talent lui attire de nombreuses commandes d'amateurs qui souhaitent conserver des effigies de leurs animaux familiers ou orner les jardins et parcs de leurs demeures, mais aussi de nombreuses commandes officielles tant en France qu'à l'étranger.
Il est promu au grade d'officier de la Légion d'honneur en 1900. Il est membre de l'Académie des beaux-arts et de la Société des artistes français.
Il meurt en 1939 à Paris et est inhumé au cimetière du Montparnasse, au côté de son père.
Comme de nombreux artistes avant lui, Georges Gardet a pratiqué la sculpture à deux niveaux. Les commandes officielles ou privées ont souvent débouché sur l'exécution de groupes monumentaux destinés à orner lieux publics et demeures aristocratiques. Néanmoins il crée également des œuvres de petit format destinées ou non à l'édition. 
La carrière de Gardet est lancée par le succès de sculptures de taille importante au Salon. Il  reçoit rapidement des offres d'achat et des commandes de l'Etat ou de la Ville de Paris (expo universelle de 1900 par ex). D'autres commandes viennent aussi de l'étranger : Mexico (aigle destiné à surmonter la coupole du Palais législatif ; lions assis encadrant l'entrée du parc Chapultepec), Winnipeg (Palais législatif du Manitoba), Bruxelles (Palais de Laaken), Ethiopie...
L'approche de la sculpture de Gardet diffère de celle de ses prédécesseurs : 
En effet  Gardet renouvelle les matériaux traditionnellement employés par les artistes animaliers. Il produit non seulement des plâtres, qui seront souvent traduits en bronze, mais sa préférence va  aux matières riches comme l'ivoire ou le marbre polychrome ; plusieurs de ses sculptures font également l'objet de répliques en biscuit de Sèvres.

Rompant ainsi avec une tradition faite essentiellement de bronzes, il ouvre son art au décoratif et à l'objet d'art. 

## Élèves
- Louis-Albert Carvin
- Jane Le Soudier
- Charles-Joseph Paillet (1871-1937)[4]

## Œuvres dans les collections publiques
En Argentine

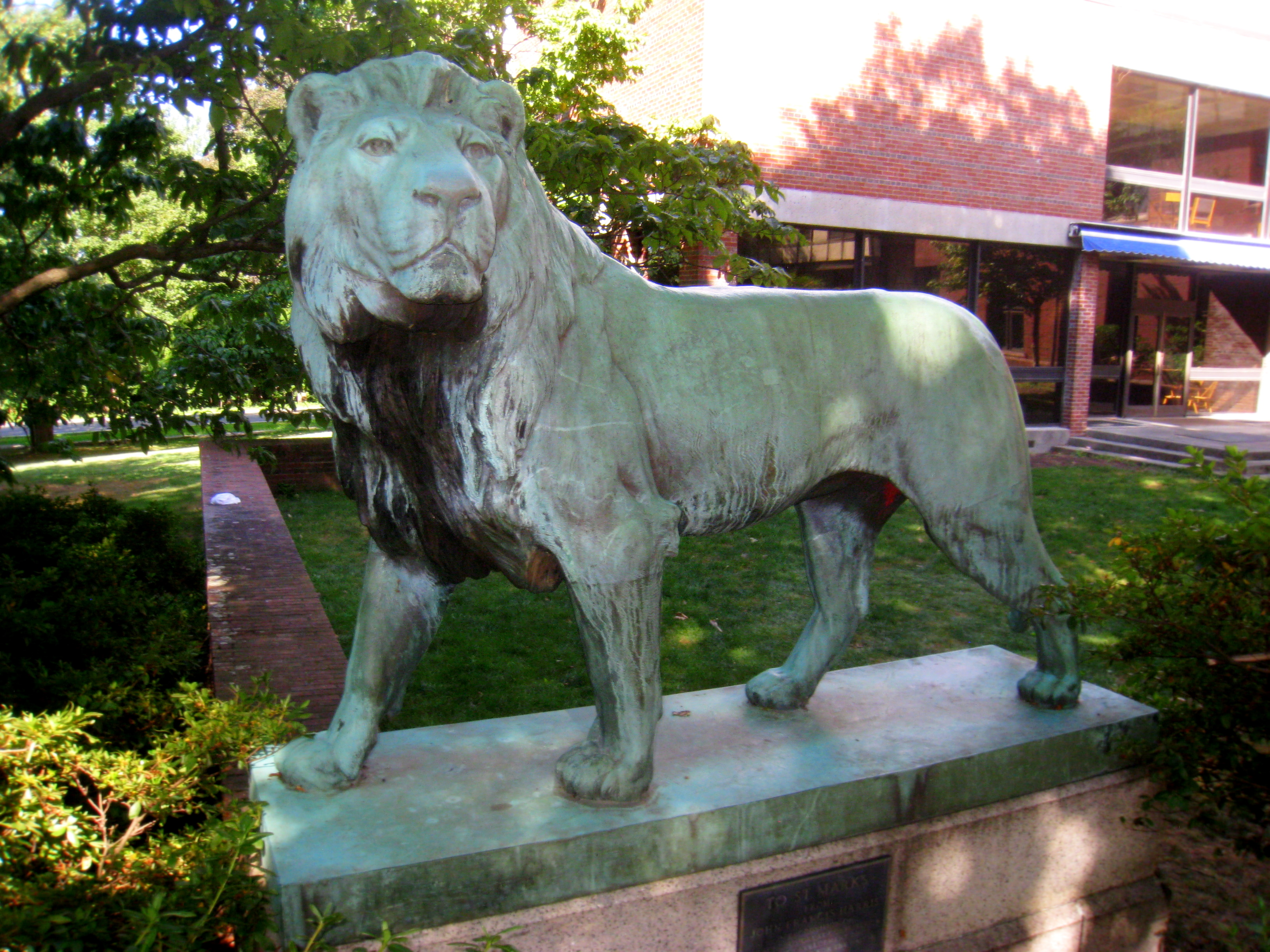
Lion, Southborough (Massachusetts), Saint Mark's School.

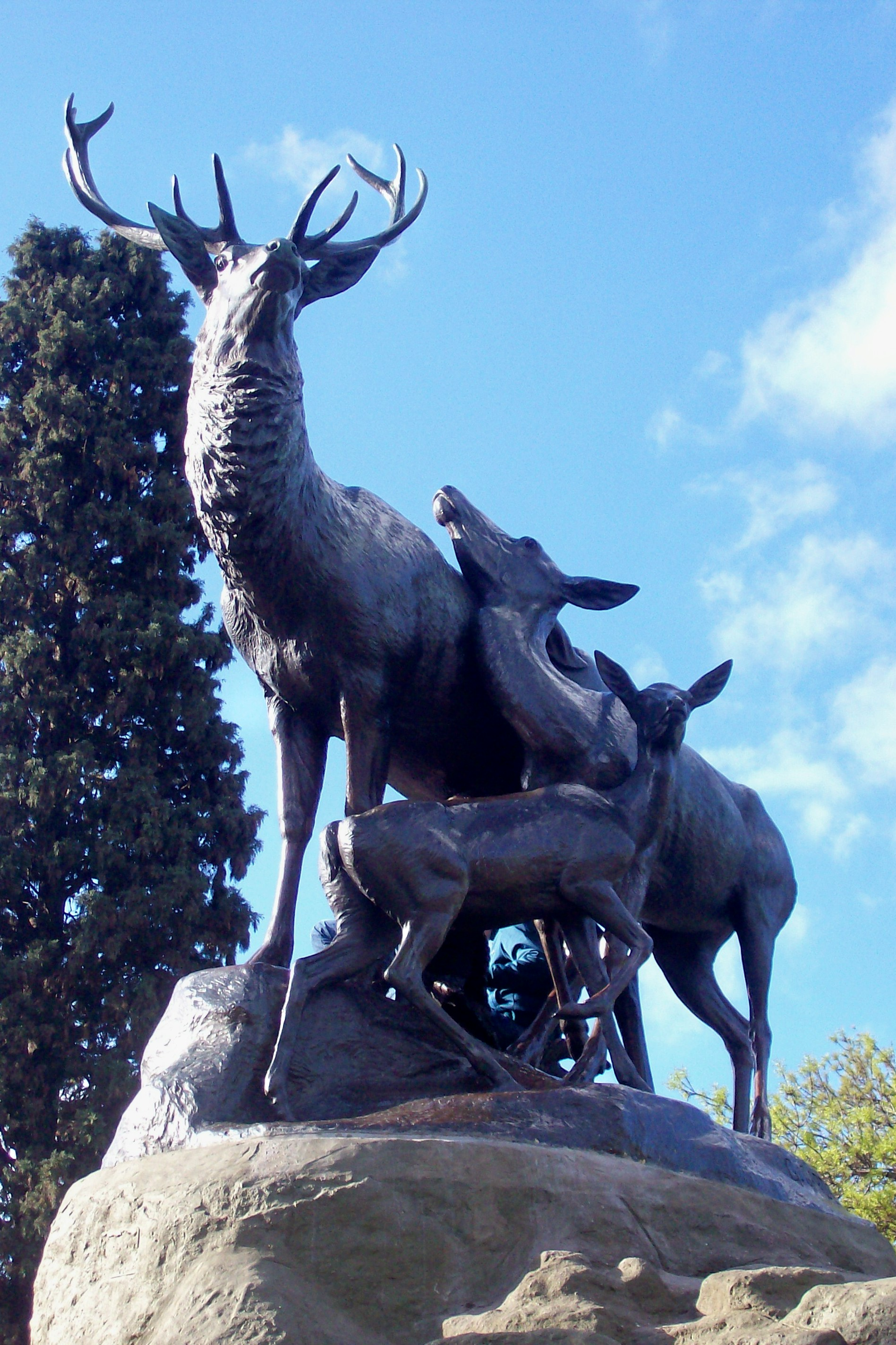
Les Cerfs au repos, Buenos Aires.

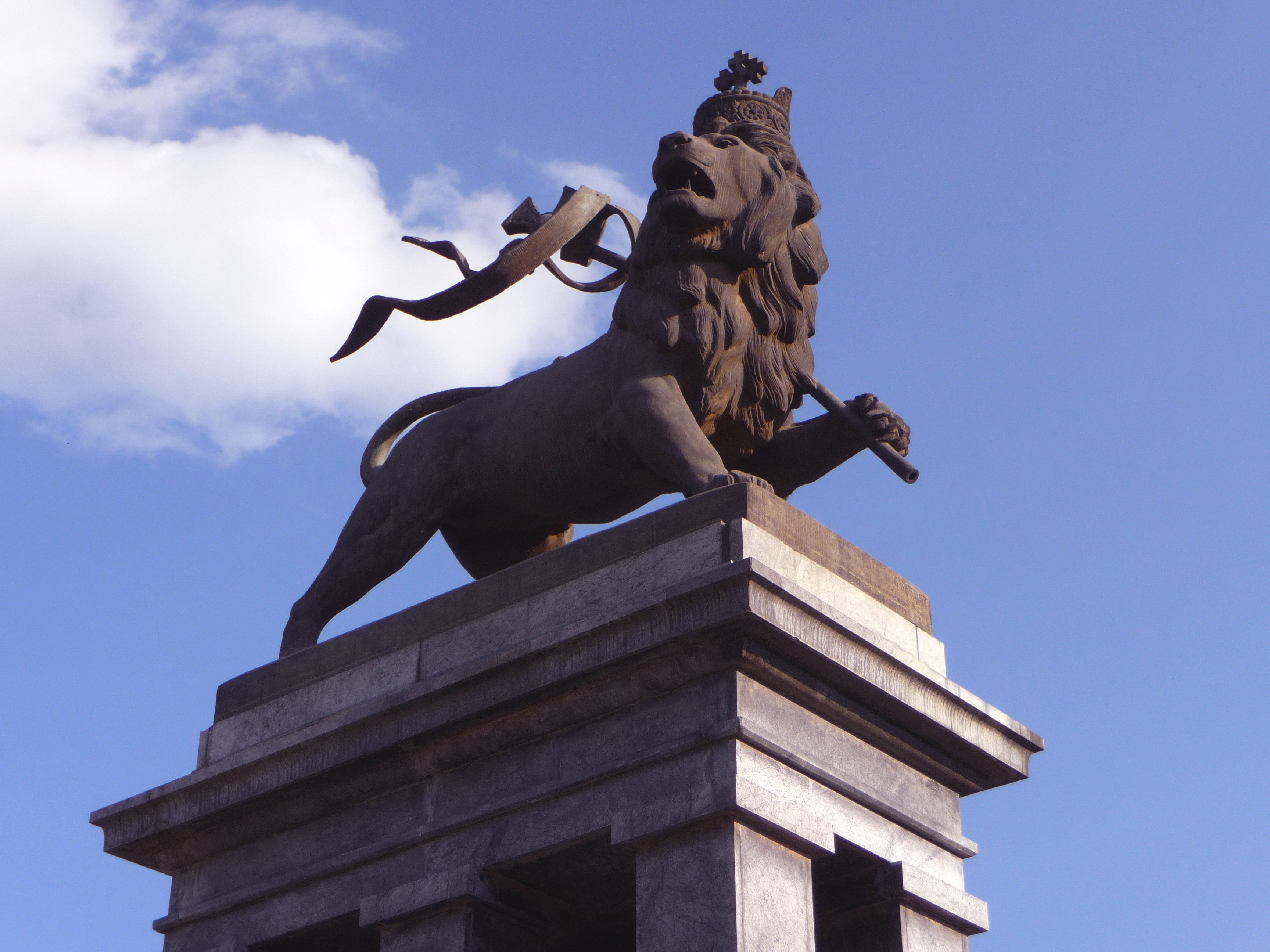
Monument du Lion de Judah, Addis-Abeba.

- Buenos Aires, Palermo : Les Cerfs au repos[Note 1].

Au Brésil
- Rio de Janeiro, Palácio Laranjeiras : deux Lions[5].

Au Canada
- Winnipeg (Manitoba), palais législatif : Deux Bisons en bronze et le Golden Boy sur le dôme du palais depuis 1920[6].

en Éthiopie
- Addis-Abeba, avenue Churchill : Monument du Lion de Judah

En France
- Chantilly, château de Chantilly, vestibule : une paire de Dogues.
- Choisy-le-Roi : Éléphants attaqués par un tigre, réplique de fonte par Antoine Durenne d'après le plâtre (1931) de Georges Gardet, dépôt de la Ville de Paris depuis 1952[7],[8].
- Laval, musée des Sciences :
  - Tigre attaquant une tortue ;
  - Bison assailli par un jaguar.
- Maincy, château de Vaux-le-Vicomte : La tigresse et le tigre, œuvre ornant les jardins.
- Nantes, Jardin des plantes : Les Cerfs au repos. L'ensemble restauré et réinstallé a été inauguré le 14 septembre 2018[Note 1].
- Paris :
  - jardin du Luxembourg : Lion.
  - jardin des plantes : Vautour, bronze.
  - parc Montsouris : Drame du désert, 1891, groupe en bronze.
  - place de la Nation : Les Monstres marins (1908), fontaines du bassin du Triomphe de la République de Jules Dalou. Enlevés en 1941 par l'occupant allemand pour refonte destinée à l'armement[9]. Le bassin a été supprimé lors des travaux de construction du RER pendant les années 1960.
  - pont Alexandre-III, rive droite : Les deux groupes de Lions conduits par des enfants, 1900.
- Sceaux, parc de Sceaux : deux groupes de Famille de cervidés[Note 1], installés en 1933 près du bassin de l'Octogone[10].
- Voisins-le-Bretonneux, parc : Lions.
- Maisons-Laffitte, hippodrome, paire de chiens danois.

## Distinctions
- Officier de la Légion d'honneur (1900)